# Guðmundur Steingrímsson

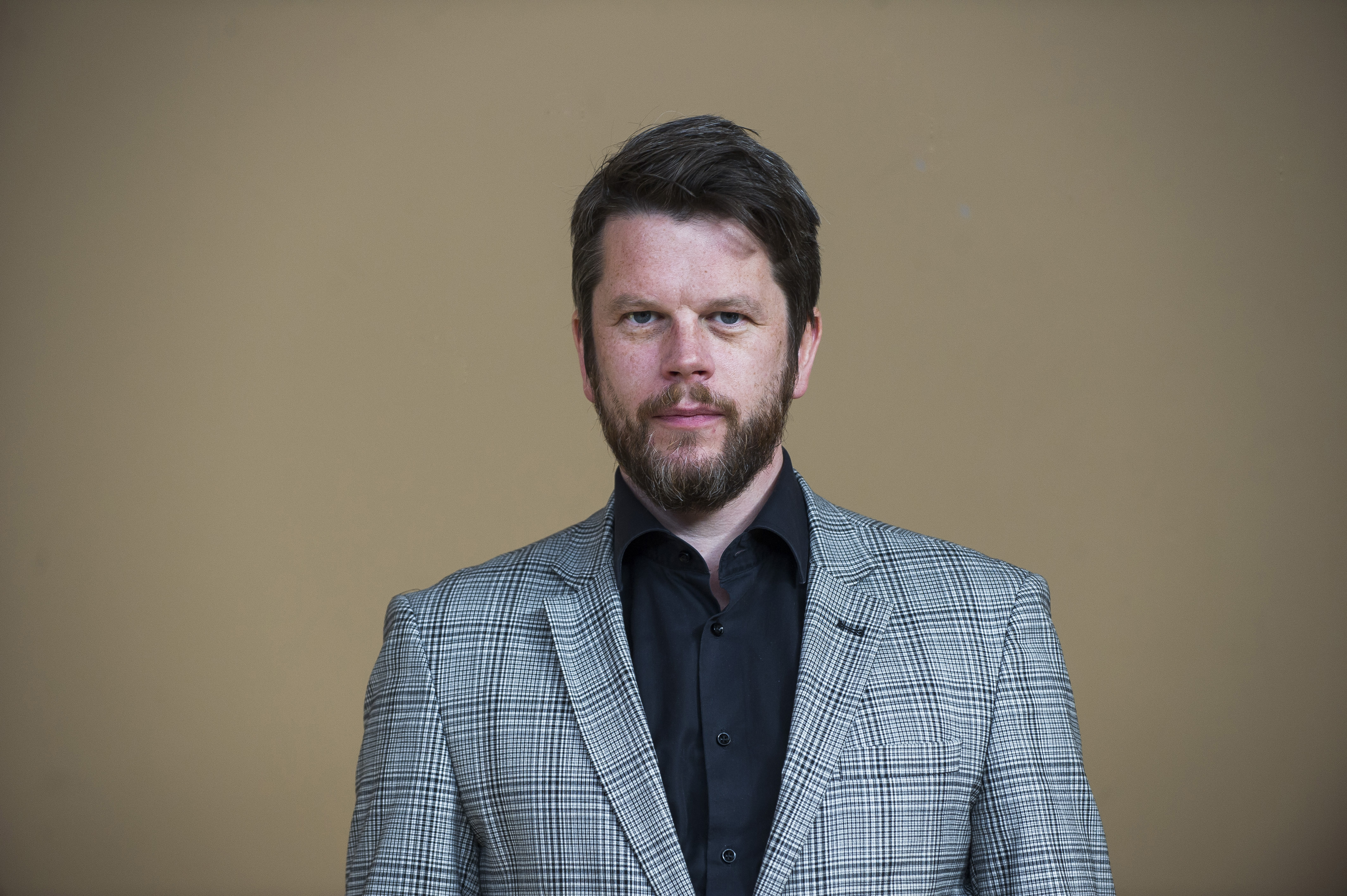
Guðmundur Steingrímsson (2015)

Guðmundur Steingrímsson (deutsche Transkription Gudmundur Steingrimsson, * 28. Oktober 1972 in Reykjavík) ist ein isländischer Politiker (Björt framtíð).

## Leben
Sein Vater war der ehemalige Premierminister Steingrímur Hermannsson (1928–2010), sein Großvater der Politiker und zweimalige Premierminister Islands Hermann Jónasson. Guðmundur studierte ab 1992 Isländisch und Philosophie an der Universität Island und erhielt 1998 einen Master der Philosophie der Universität Uppsala sowie 2001 einen Master der Philosophie der Universität Oxford.
Seit 1992 ist er in der Band Ske aktiv, die er mitbegründet hat. Als Journalist war er ab 2003 unter anderem für Fréttablaðið und den Fernsehsender Sirkus tätig.

## Politische Karriere
Er war von 2009 bis 2016 Abgeordneter des isländischen Parlaments Althing; zunächst für den Nordwestlichen Wahlkreis, seit den Wahlen 2013 für den Südwestlichen Wahlkreis.
Im Parlament war Guðmundur Steingrímsson von 2009 bis 2011 Mitglied der Ausschüsse für Soziales und Sozialversicherung sowie für Transport und Kommunikation. Von 2011 bis 2013 war er Mitglied des Ausschusses für Wohlfahrt, mit Stand 2015 gehörte er dem Ausschuss für Justizangelegenheiten und Bildung sowie dem Ausschuss für Wirtschaftsangelegenheiten und Handel an. Er war seit 2013 Mitglied der isländischen Delegation in der parlamentarischen Versammlung der OSZE.
Guðmundur Steingrímsson, der als Mitglied der Fortschrittspartei ins Parlament gewählt wurde, diese Partei aber inzwischen verlassen hat, war von 2013 bis 2015 Vorsitzender der Partei Björt framtíð, die er Anfang 2012 in Zusammenarbeit mit der in Reykjavík aktiven Partei Besti flokkurinn gegründet hat. Bei der Parlamentswahl in Island 2013 wurde er für Björt framtíð ins Althing gewählt. Er hatte angekündigt, zur Parlamentswahl in Island 2016 nicht mehr anzutreten.